# Василий Розанов
Васѝлий Васѝлиевич Ро̀занов (на руски: Василий Васильевич Розанов) е руски философ и публицист.
Роден е на 2 май (20 април старт стил) 1856 година във Ветлуга, Костромска губерния, в семейство на чиновник, но родителите му умират рано и е отгледан от по-големия си брат, който е учител. През 1882 година завършва Московския университет, след което е учител в Брянск, Елец и Белий. По това време прави първите си публикации и придобива известност с философските си интерпретации на творчеството на Фьодор Достоевски. През 1893 година се установява в Санкт Петербург, където малко по-късно става щатен сътрудник на популярния вестник „Новое время“. През 1907 година основава с Дмитрий Мережковски, Николай Мински и Зинаида Гипиус Санктпетербургското религиозно-философско дружество, от което е отстранен заради антисемитските си публикации около Делото „Бейлис“. През следващите години заема крайни националистически и консервативни позиции, понася тежко Революцията от 1917 година. Със съдействието на богослова Павел Флоренски се премества в Сергиев Посад, където прекарва последните месеци от живота си в голяма бедност, като често гладува.
Василий Розанов умира на 5 февруари 1919 година в Сергиев Посад.